# Капсула бактерій

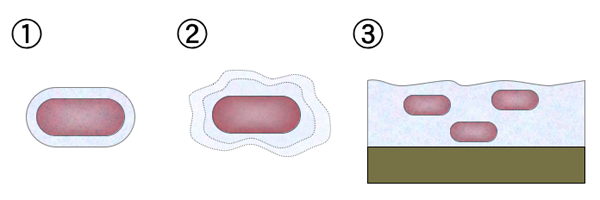
Зовнішні структури бактерій: 1 - капсула, 2 - глікокалікс, 3 - біоплівка

Капсула або слизовий шар — гумоподібний або слизоподібний шар, яким вкрита поверхня багатьох бактерій та деяких інших мікроорганізмів. Капсули різних організмів дуже різноманітні за будовою, товщиною, жорсткістю та іншими властивостями. Зазвичай вони складаються з полісахаридів, які містять у своєму складі глюкозу, аміноцукри, рамнозу, 2-кето-3-дезоксигалактонову кислоту, уронові та органічні кислоти, такі як оцтова та піровиноградна. Деякі види бацил (Bacillus subtilis, Bacillus anthracis) складаються з поліпептидів, у першу чергу з поліглутаминової кислоти. 
Капсули можна побачити у оптичний мікроскоп, якщо фарбувати препарат бактерій такими фарбниками як нігрозин, конго червоний тощо. Капсули для цих фарбників непроникні і виглядають як прозора оболонка на забарвленому фоні. 
Зазвичай робиться відмінність між капсулами, достатньо щільними для відштовхування твердих частинок, таких як чорнила, та слизовими шарами, менш щільними, до яких тверді частинки проникають відносно вільно.
Ці поверхневі шари виконують кілька функцій. Вони часто допомагають мікроорганізм прикріплятися до поверхонь та в результаті формувати біоплівки або прикріплятися до клітини-хазяїна (таким чином у випадку патогенних організмів вони стають факторами патогенності). Також поверхневі шари часто утруднюють фагоцитоз та розпізнавання іншими клітинами (зокрема імунної системи). В інших випадках такі шари, що містять велику кількість води, дозволяють мікроорганізму переносити висушування.